# Caro direttore, ci scrivo... : lettere del tragico ragioniere, raccolte da Paolo Villaggio
Caro direttore, ci scrivo... : lettere del tragico ragioniere, raccolte da Paolo Villaggio è un libro scritto e pubblicato da Paolo Villaggio nel 1993 da parte della casa editrice Arnoldo Mondadori Editore.

## Trama
Dopo Le lettere di Fantozzi (1976), Paolo Villaggio scrive una nuova raccolta di tragiche lettere parlando ai suoi superiori per bocca del ragioniere Ugo Fantozzi. Villaggio, nel narrare i vari episodi in maniera tragica e piena zeppa di errori d'italiano per non parlare dell'uso del congiuntivo, trae spunto dalle sceneggiature dei film precedenti girati con Neri Parenti: Superfantozzi (1986), Fantozzi va in pensione (1988), Ho vinto la lotteria di capodanno (1989), Fantozzi alla riscossa (1990) e Fantozzi in paradiso (1993).
Come al solito Fantozzi si ritrova perseguitato dai maniacali desideri di potere dei suoi Megadirettori e Megapresidenti Galattici, non solo ma anche dalle gite tragiche in vari posti d'Europa e altre imprese disastrose programmate dal Ragionier Filini, compagno di stanza e migliore amico di Fantozzi. La Signorina Silvani intanto è divenuta sempre più volgare e rozza a causa della cattiva educazione impartitale dal Geometra Calboni e il fatto di convivere con la Signora Pina la quale inizia a stancarsi del suo rapporto coniugale e con la nipotina Uga la quale ha superato la madre Mariangela nella bruttura e animalità rendono la vita del povero Fantozzi ormai impossibile; tanto che questi trova il tempo di lamentarsene con il suo Direttore Naturale.

## Libri di Fantozzi
- Paolo Villaggio, Fantozzi, Milano, Rizzoli, 1971.
- Paolo Villaggio, Il secondo tragico libro di Fantozzi, Milano, Rizzoli, 1974.
- Paolo Villaggio, Le lettere di Fantozzi, Milano, Rizzoli, 1976.
- Paolo Villaggio, Fantozzi contro tutti (romanzo), Milano, Rizzoli, 1979.
- Paolo Villaggio, Fantozzi subisce ancora (romanzo), Milano, Rizzoli, 1983.
- Paolo Villaggio, Rag. Ugo Fantozzi: caro direttore, ci scrivo... - Lettere del tragico ragioniere, raccolte da Paolo Villaggio, Milano, Mondadori, 1993.
- Paolo Villaggio, Fantozzi saluta e se ne va: le ultime lettere del rag. Ugo Fantozzi, Milano, Mondadori, 1994.
- Paolo Villaggio, Tragica vita del ragionier Fantozzi, Milano, Mondadori, 2012.